# Anne de Bayser
Pour les articles homonymes, voir De Bayser.
Anne de Bayser, née le 4 juin 1968, est une haute fonctionnaire française. 
Elle est nommée secrétaire générale adjointe de la présidence de la République le 15 mai 2017 et quitte ces fonctions le 12 octobre 2020.

## Biographie

### Jeunesse et études
Anne Marie Laure Bouniol est née le 4 juin 1968,.
Elle est diplômée de l'EDHEC Business School (Lille) en 1991, où elle fut membre du département Presse de la Course Croisière EDHEC (éditions 89 et 90).[pertinence contestée]

### Parcours professionnel
Elle commence sa carrière comme chargée de mission auprès du directeur général des services de la ville de Cergy. 
Elle entre ensuite en 1997 au cabinet de conseil de Bernard Brunhes. Elle est d'abord consultante, puis directrice de projet au sein du pôle Public.
En 2005, elle est conseillère aux affaires économiques au sein du cabinet de Bertrand Delanoë, maire de Paris. En 2010, elle est nommée directrice adjointe de ce cabinet. 
Elle devient ensuite directrice du Logement et de l’Habitat, et enfin secrétaire générale adjointe de la Ville de Paris, chargée « du pilotage des évolutions liées à la mise en place de la métropole du Grand Paris, du suivi des questions d’urbanisme et d’aménagement, de production de logements, de transports et de mobilités, d’environnement ainsi que du développement économique »,. 
Le 15 mai 2017, elle devient secrétaire générale adjointe du cabinet du président de la République. Afin d'éviter un conflit d'intérêts au sujet de la Mediterranean Shipping Company dans laquelle un cousin d'Alexis Kohler a des intérêts, celui-ci lui délègue ce dossier. Pressentie pour être congédiée après le mouvement des Gilets jaunes, elle conserve finalement sa fonction.
En octobre 2020, elle quitte son poste de secrétaire générale adjointe à l’Élysée.
Avec le député Roland Lescure, elle anime le groupe des « relais de la société civile », dans le cadre de la pré-campagne d'Emmanuel Macron pour l'élection présidentielle de 2022.

## Publications
En collaboration avec deux membres du cabinet Brunhes, Anne de Bayser publie en novembre 2004 « La Rémunération au mérite : mode ou nécessité ? Pour de nouveaux modes de rémunération dans les fonctions publiques d'État et territoriale » dans la revue du cabinet Bernard Brunhes, article sélectionné par la Documentation française.

## Distinctions
- Chevalière de l'ordre national du Mérite. Le 15 novembre 2014, Anne de Bayser est nommée chevalier de l'ordre national du Mérite au titre de « directrice du logement et de l’habitat d’une ville ; 17 ans de services »[17].

- Chevalière de la Légion d'honneur. Le 14 avril 2017, elle est nommée chevalier de l'ordre national de la Légion d'honneur au titre de « secrétaire générale adjointe de la Ville de Paris ; 20 ans de services »[2].